# Крекінг-установка у Салоніках
Крекінг-установка у Салоніках — колишнє підприємство нафтохімічної промисловості на півночі Греції.
У 1960-х роках ExxonMobil (використовуючи один зі своїх брендів ESSO) спорудила нафтохімічний комплекс у місті Салоніки. Він включав невелику – 20 тисяч тонн етилену на рік – установку парового крекінгу (піролізу), продукція якої зокрема використовувалась для випуску мономеру вінілхлориду (17 тисяч тонн). Сировиною для піролізу були газовий бензин (65%) та гази нафтопереробки (35 %).
У першій половині 1980-х ESSO вийшла із грецьких активів, продавши їх державній Eko Chemical. Піролізне виробництво та завод мономеру вінилхлориду закрили, а проект другої установки парового крекінгу залишився нереалізованим. Остання була б в багато разів потужнішим виробництвом – 200 тисяч тонн етилену на рік, продукція якого зокрема призначалась для ліній поліетилену низької (70 тисяч тонн) та високої (50 тисяч тонн) щільності. Обладнання для них встигли виготовити, проте замість Греції воно опинилось на зберіганні у Манчестері. В подальшому лінію низької щільності перепродали до Таїланду для використання у комплексі Мап-Та-Пхут.